# Waldenburger Oberwald
Waldenburger Oberwald ist eine von vier Gemarkungen der Großen Kreisstadt Hohenstein-Ernstthal im Landkreis Zwickau in Sachsen. Das Waldgebiet gehörte einst zur Schönburgischen Herrschaft Waldenburg. Um 1920 wurde der Forstbezirk nach Kuhschnappel eingemeindet und 1999 nach Hohenstein-Ernstthal umgegliedert.

## Geografie

### Geografische Lage und Verkehr
Der Waldenburger Oberwald ist die einzige Gemarkung Hohenstein-Ernstthals, die sich nördlich der Bundesautobahn 4 befindet. Diese bildet die südliche Grenze. Das Forstgebiet gehört zum Rabensteiner Höhenzug, der auf dem Übergang vom Nordrand des Erzgebirgsbeckens und dem Südrand des Mittelsächsischen Lößlehm-Hügellandes liegt. In der Gemarkung befinden sich der Serpentinitsteinbruch Oberwald und die Karl-May-Höhle. Im Westen gehört ein Teil des Erholungsgebiets „Stausee Oberwald“ mit der Karl-May-Bühne und der Sommerrodelbahn zur Gemarkung. Der Waldenburger Oberwald gehört zum Landschaftsschutzgebiet „Pfaffenberg–Oberwald“.

### Nachbarorte
| Reichenbach    | Falken                                      |            |
| Obercallenberg | Kompassrose, die auf Nachbargemeinden zeigt | Langenberg |
|                | Hohenstein                                  |            |

## Geschichte

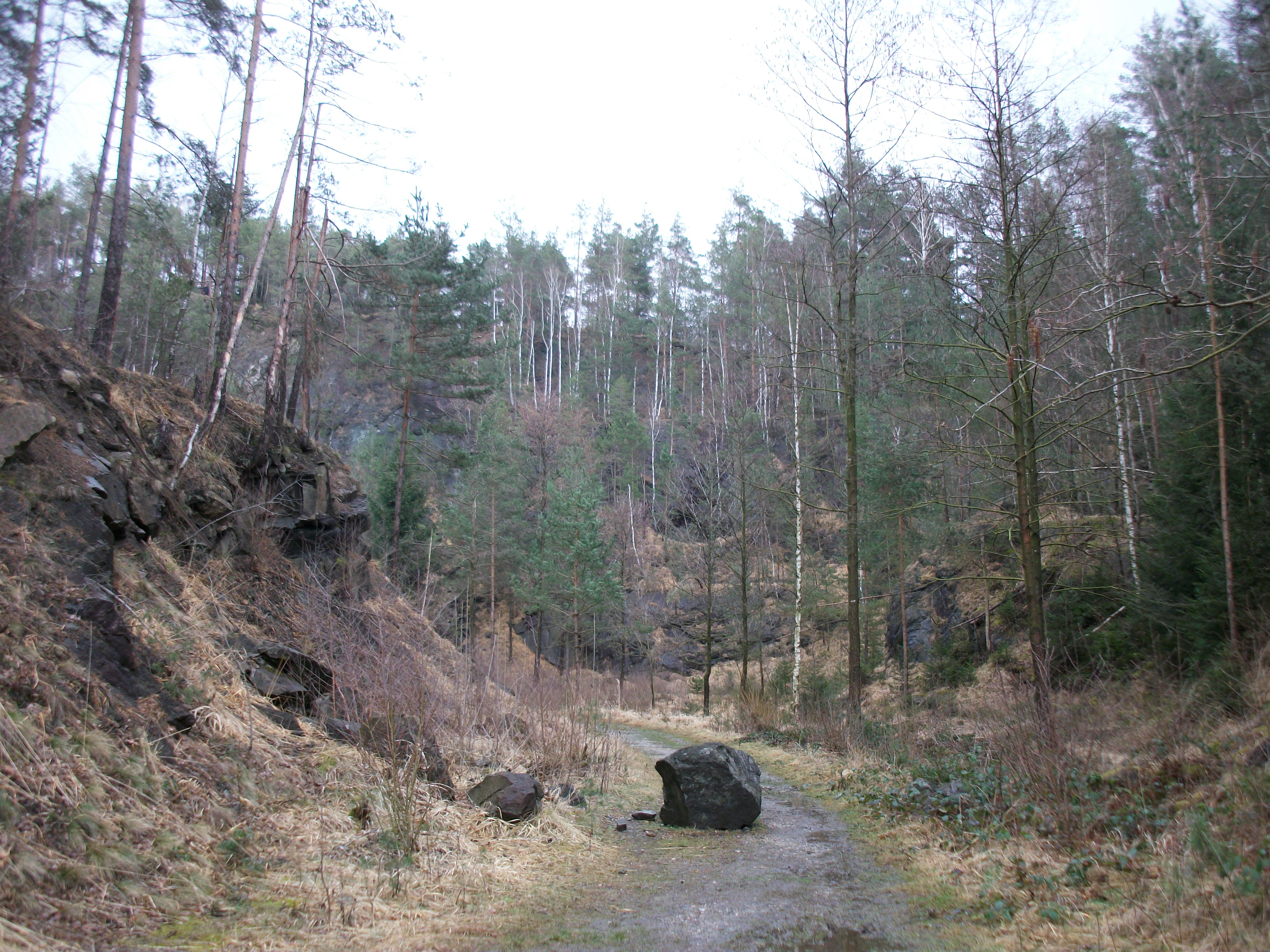
Serpentinitsteinbruch Oberwald

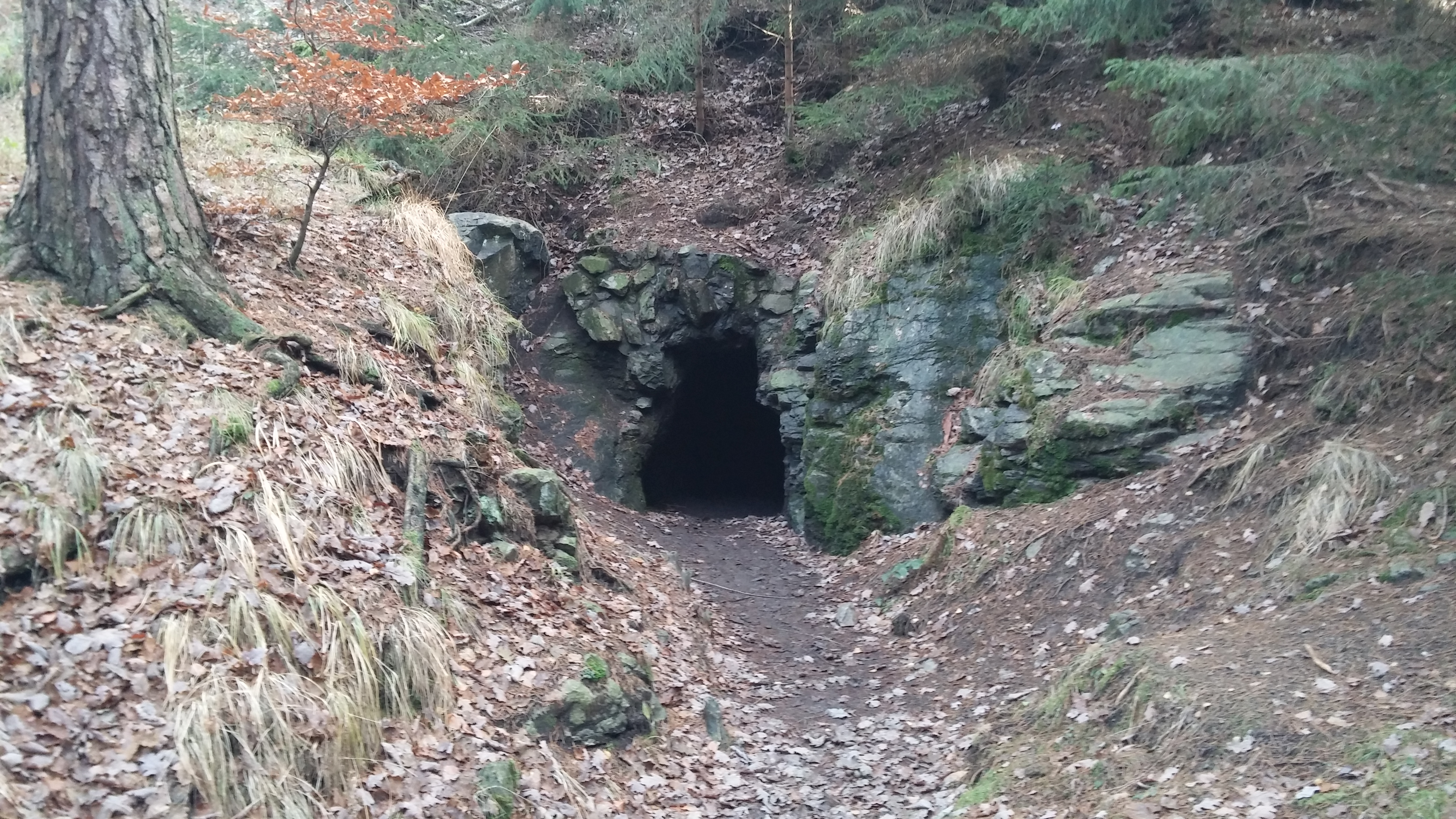
Eingang Karl-May-Höhle

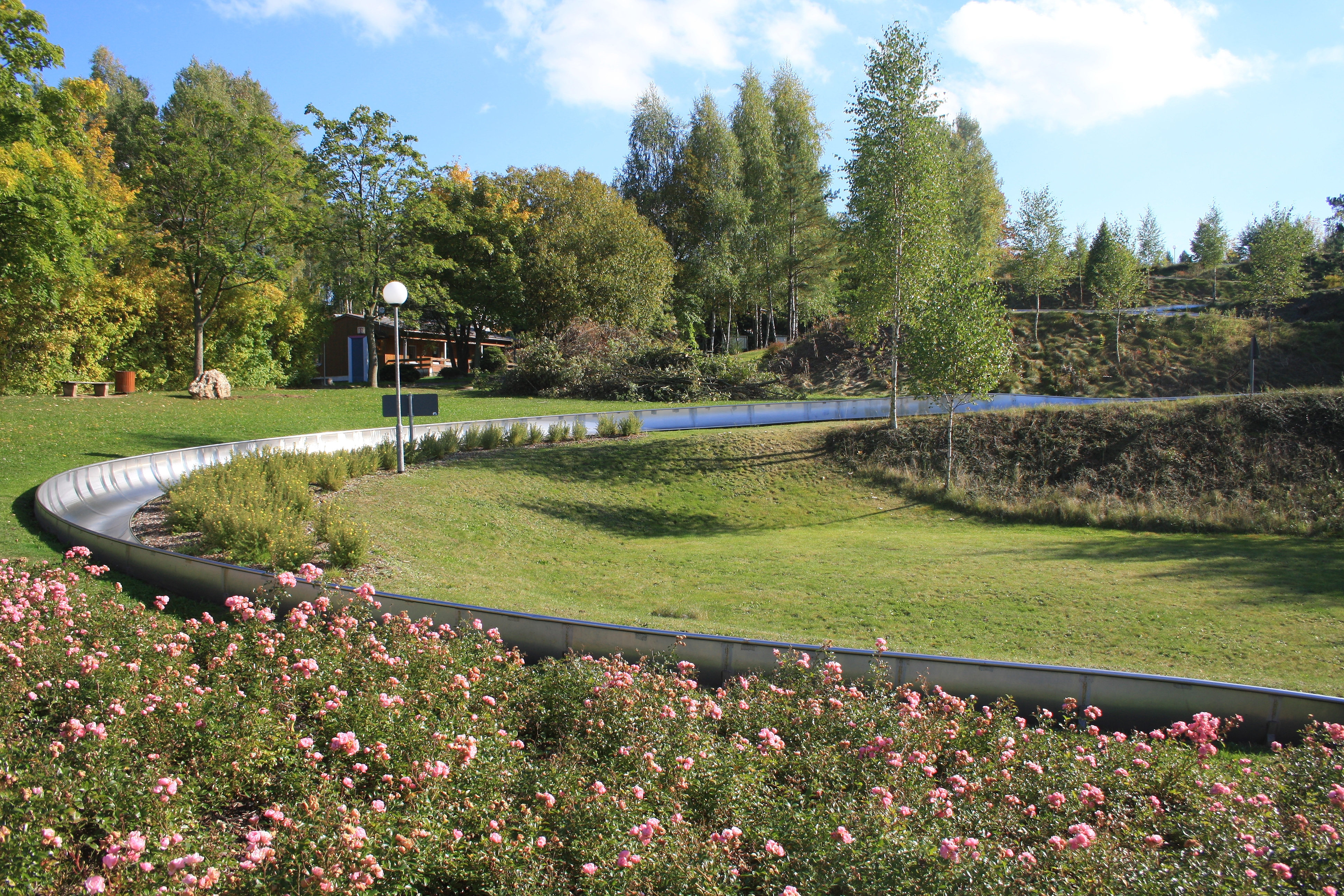
Sommerrodelbahn am Stausee Oberwald

Das Forstrevier Oberwald gehörte historisch als Forstrevier zum  schönburgischen Herrschaft Waldenburg.
Bei bergmännischen Erkundungsarbeiten wurden im Oberwald vermutlich ab dem 17. Jahrhundert mehrere Stolln aufgefahren. Gesucht wurde dabei vor allem nach Eisenerz; gefunden wurde Serpentinit. Einer dieser Stolln ist die Karl-May-Höhle, welche als bergbauliche Anlage auf das Jahr 1620 zurückgeht. Bereits im 18. Jahrhundert wurde sie von Räuberbanden als Beuteversteck genutzt und Räuberhöhle genannt. Im Jahr 1869, in dem der 27-jährige Karl May (1842–1912) mehrfach wegen Diebstahls mit dem Gesetz in Konflikt geriet, nutzte er diese Höhle als Schlupfwinkel und Versteck für seine Habseligkeiten.
Nachdem auf dem Gebiet der Rezessherrschaften Schönburg im Jahr 1878 eine Verwaltungsreform durchgeführt wurde, kam der Waldenburger Oberwald
im Jahr 1880 als Gutsbezirk unter Verwaltung eines Revierförsters als Gutsvorsteher zur neu gegründeten königlich-sächsischen Amtshauptmannschaft Glauchau. Der Serpentinitsteinbruch Oberwald wurde im Jahr 1906 durch Arbeiter der Zöblitzer Serpentinbrüche aufgeschlossen. Das abgebaute Material fuhr man mit der Eisenbahn nach Zöblitz, da dort die Verarbeitungsindustrie beheimatet war. Es wurde für die Herstellung kunstgewerblicher Artikel und als architektonisches Gestaltungselement verwendet, wie beispielsweise bei den Altarfüßen der Hohensteiner Sankt-Christophori-Kirche. In den 1930er-Jahren wurde das Material zunehmend für bauliche Zwecke benötigt, unter anderem für den Reichsautobahnbau zwischen Dresden und Meerane, heute Bundesautobahn A4. Ab 1945 wurde der Abbau verringert und 1972 ganz eingestellt.
Nach der Ausrufung des Freistaats Sachsen im Jahr 1918 wurden die selbstständigen Gutsbezirke aufgelöst. Der Gutsbezirk Oberwald wurde um 1922 der Gemeinde Kuhschnappel zugeordnet. Durch die zweite Kreisreform in der DDR kam der Waldenburger Oberwald als Teil der Gemeinde Kuhschnappel im Jahr 1952 zum Kreis Hohenstein-Ernstthal im Bezirk Chemnitz (1953 in Bezirk Karl-Marx-Stadt umbenannt). Im gleichen Jahr erfolgte auf den Fluren des westlichen Nachbarorts Obercallenberg der Aufschluss des Nickeltagebaus Callenberg Süd I, welcher nach der Stilllegung 1977 im Jahr 1982 als Stausee Oberwald eröffnet wurde. Auf den Fluren des Waldenburger Oberwalds liegen die Karl-May-Bühne und die Sommerrodelbahn des Freizeitareals.
Am 1. April 1996 wurde der Waldenburger Oberwald mit der Eingemeindung von Kuhschnappel nach St. Egidien ein Teil dieser Gemeinde. Die Umgliederung der Gemarkung Waldenburger Oberwald nach Hohenstein-Ernstthal erfolgte am 1. Januar 1999.
Seit dem 10. Juli 2002 ist der Waldenburger Oberwald Teil des Landschaftsschutzgebiets „Pfaffenberg–Oberwald“.

## Sehenswürdigkeiten
- Karl-May-Höhle
- Serpentinitsteinbruch Oberwald
- Stausee Oberwald